# Elisabetta Visconti
Elisabetta Visconti (Milaan, circa 1374 — Odelzhausen of München, 2 februari 1432) was van 1397 tot aan haar dood hertogin van Beieren-München. Ze behoorde tot het huis Visconti.

## Levensloop
Elisabetta was een van de jongste dochters van Bernabò Visconti, heer van Milaan, en diens echtgenote Beatrice, dochter van Mastino II della Scala, heer van Verona. 
Op 24 februari 1396 huwde ze in Pfaffenhofen an der Ilm met hertog Ernst van Beieren-München (1373-1438). Wegens onrusten in het hertogdom moest het echtpaar van december 1397 tot juni 1403 resideren in Wolfratshausen.
Als bruidsschat moest Elisabetta een geldsom van 75.000 gulden afstaan aan de schatkist van Beieren-München. Later droeg ze opnieuw een bedrag bij dat voor de afbouw van de Beierse schulden diende.
Elisabetta droeg bij aan talloze bouwwerken. Zo liet ze het Oude Slot van Odelzhausen renoveren, waar ze vermoedelijk haar laatste levensjaren doorbracht. Ze stierf in februari 1432, waarna ze bijgezet werd in de crypte van de Mariakerk te München. 

## Kinderen
Elisabetta en Ernst van Beieren-München kregen vier kinderen:
- Albrecht III (1401-1460), hertog van Beieren-München
- Beatrix (1403-1447), huwde in 1424 met graaf Herman III van Celje en daarna in 1426 met vorst Johan van Palts-Neumarkt
- Elisabeth (1406-1468), huwde in 1430 met hertog Adolf van Gulik-Berg en daarna in 1440 met graaf Hesso van Leiningen
- Amalia (1408-1432), kloosterzuster in München